# Констанца Кастилска
Констанца Кастилска (1354 – 24 март 1394) е претендент за короната на Кастилия след смъртта на баща си Педро I Жестокия. Майка ѝ е Мария де Падия, за която Педро I се жени тайно и впоследствие е принуден да анулира брака и да я държи като наложница. На 21 септември 1371 г. в гр. Рокфор, Гиен, (дн. департамент Ланд, област Аквитания), Костанца сключва брак с Джон Гонт, трети син на английския крал Едуард III и кралица Филипа д'Авен. По-малката ѝ сестра инфанта Изабела сключва брак с по-малкия брат на Гонт Едмънд Лангли, 1-ви херцог на Йорк.
На 9 февруари 1372 Констанца влиза в Лондон като кралица на Кастилия, придружавана от Едуард, Черния принц и посрещната в замъка Савой от съпруга си, който се обявява за крал на Кастилия и Леон на 29 януари същата година  По този начин, Гонт получава и кралство, след като племенникът му Ричард II и наследниците на брат му Лайънъл Антверпенски му препречват пътя към английската корона. Претенцията му обаче е jure uxoris и той така и не успява да се качи на престола. Дъщеря им Катрин Ланкастърска сключва брак с Енрике III Кастилски от династията Трастамара.
Констанца умира в замъка „Лестър“ и е погребана в абатството „Нюарк“.

## Деца
- Катрин Ланкастърска (1373–1418), съпруга на крал Енрике III Кастилски (1379–1406)
- Джон Плантагенет (1374–1375)[2][3]